# 蓝肩裸鼻雀
，是雀形目裸鼻雀科的一种鸟类。
蓝肩裸鼻雀体重约43.3克，翼长约96.1毫米，嘴峰长约17.9毫米，喙宽度约6.4毫米，喙厚度约7.8毫米，跗蹠长约20.8毫米，尾长约66.5毫米。蓝肩裸鼻雀在其分布区内为留鸟，其栖息在密集的高大树木组成的森林中，食性为草食性，主要食物来源是水果。
蓝肩裸鼻雀分布于巴西东南部沿海地区的米纳斯吉拉斯州至南里奥格兰德州一带。该物种是单型物种，没有亚种分化。